# 창원군 (왕족)
창원군 이성(昌原君 李晟, 1458년 ~ 1484년 9월 14일(음력 8월 16일)은 조선의 왕족으로, 조선 제7대 임금 세조의 4남이자 서차남으로 막내아들이다. 생모는 근빈 박씨이다. 시호는 장소(章昭)이며 자는 광기(廣器)이다.

## 생애
창원군의 어머니는 근빈 박씨(謹嬪 朴氏)로 그가 태어났을 무렵에는 아직 정1품 빈이 아니었다. 동복 형제로는 덕원군이 있다. 1467년 창원군으로 봉해졌다. 1472년 형 덕원군과 함께 회암사(檜巖寺)에 불공을 드리러 가 물의를 일으켰고, 그 전날에도 길에서 자신을 만난 사람이 말에서 내리지 않았다며 꾸짖고 욕을 하였다. 성종은 대신들의 간언에도 그에게 벌을 내리지 않았다. 이후에도 창원군은 종친이라는 신분을 구실로 제멋대로 불법을 자행했다. 온양에 목욕하러 갔다가 여러 고을을 놀러다니며 수령들을 능욕하고 역마를 함부로 타니는 일이 발생해 성종은 그의 관노비를 회수하게 하였다.
이듬해 1월 11일, 모화관 동북쪽 인근(서대문밖)에서 여자의 변사체가 발견되었는데, 삼사(三司)의 수사에도 단서가 잡히지 않던 차에 창원군이 범인이라는 익명의 투서가 날아들었다. 가외(加外)란 여종이 "자신의 팔촌 동생 고읍지(古邑之)가 음률을 조금 아는데 창원군의 집에서 관노비로 일하고 있다. 창원군이 고읍지를 간통하고자 한다는 이야기를 들었다."고 말했다. 가외로 하여금 시체를 확인하게 하니 고읍지였다. 삼사가 창원군에게 노비등록대장을 들이라고 요구했지만 창원군은 없다고 대답했고, 성종이 다시 내관을 보내 등록대장을 가져오게 하자 창원군은 이미 보냈다고 발뺌했다. 사간(司諫) 경준(慶俊) 등이 일전에 집을 수색하려 할 때에도 창원군이 거절하였고 흉기인 칼을 찾으려 하자 이 또한 거부하니 가두고 국문해야 한다고 주장하여 성종이 창원군에게 징계를 내렸다. 추국을 해 보니 고읍지가 홍옥형(洪玉亨)이라는 자와 가까이 지내는 것을 질투한 창원군이 노비들을 시켜 고읍지를 처마에 매달아 죽였다는 것이 사건의 진상이었다. 창원군은 종친이라는 이유로 사형을 면하고 충청도 진천현(鎭川縣)에 부처하게 하려 했으나 대왕대비가 세조의 친아들들은 창원군 형제밖에 없는데 창원군을 멀리 보내는 것은 차마 못할 짓이라고 말려 결국 부처는 없던 일이 되었다. 부처 철회는 부당하다며 몇 번이나 상소가 올라왔지만 성종은 듣지 않았고 그 해 10월 4일에는 거두었던 직첩마저 돌려주었다.
창원군은 1484년 28
세의 나이로 죽었는데 시호를 여도(戾悼)라고 하였다. 여기서의 '여'는 지난 허물을 뉘우치지 않는다는 의미였는데 후에 어머니 근빈 박씨가 시호를 고쳐줄 것을 청으나 대신들의 반대로 성종이 들어주지 않았다. 창원군은 정조 때에 장소공(章昭公)으로 시호가 추증되었다.

## 평가
조선왕조실록에는 창원군에 대하여 어려서부터 방탕하였으며, 궁중의 예법을 따르지 않고 재상들을 자주 능욕하였으며, 정희왕후가 이를 책망하였으나 뉘우치지 못하고 노비를 살해하는 등 나라의 법을 어김이 많았다고 평하고 있다.

## 가족관계
정부인으로는 덕양군부인 교하 노씨(德陽郡夫人 交河盧氏)와 1계부인인 광성군부인 광주 정씨(光城郡夫人 光州鄭氏), 2계부인인 군부인 청주 한씨(郡夫人 淸州韓氏)가 있다. 자녀로는 장남(양자)인 덕진군 활(德津君 濊)이 있다.
- 부 : 세조
- 모 : 근빈 박씨
  - 형 : 덕원군 서(德源君 曙)
- 정부인 : 덕양군부인 교하 노씨(德陽郡夫人 交河盧氏) - 증찬성(贈贊成) 노호신(盧好愼)의 딸
  - 장남(양자) : 덕진군 활(德津君 濊) - 형 덕원군의 아들
- 1계부인 : 광성군부인 광주 정씨(光城郡夫人 光州鄭氏) - 증좌찬성(贈左贊成) 정익(鄭益)의 딸
- 2계부인 : 군부인 청주 한씨(郡夫人 淸州韓氏) - 판관(判官) 한찬우(韓儹禹)의 딸

## 참고 자료
- 창원군 - 한국학중앙연구원